# Капитан Крюк
Дже́ймс Крюк (англ. James Hook), более известный как Капитан Крюк, себя называет Джес (сокращённо от Джейкоб) Крюк — главный антагонист книги Джеймса Барри «Питер Пэн», капитан пиратов с острова Неверленд или Нетландия и заклятый враг Питера Пэна.
Капитана Крюка и мистера Дарлинга обычно играет один и тот же актёр, а исследователи отмечают, что оба они занимаются в первую очередь получением прибыли, чем оппонируют Питеру.

## Капитан Крюк в книгах
В книге Барри Крюк описывается так:

Он возлежал на грубо сколоченной колеснице, которую везли пираты, а вместо правой кисти у него был железный крюк, и он то и дело подгонял им пиратов. Обращался он с ними, как с псами, и они подчинялись ему беспрекословно, как псы. Его смуглое лицо было смертельно бледно, волосы падали ему на плечи длинными локонами, на небольшом расстоянии походившими на чёрные витые свечи, что придавало грозный вид его прекрасному лицу. Глаза у него были нежно-голубые, как незабудки, в них светилась безграничная скорбь, и, лишь когда он ударял тебя своим крюком, в них вспыхивали вдруг две красные точки, озарявшие их свирепым пламенем. В манерах он всё ещё сохранил нечто величественное, так что даже когда он раскраивал тебе череп, то делал это не без достоинства, и говорят, что он славился как прекрасный рассказчик. Страшнее всего он бывал в те минуты, когда проявлял наибольшую учтивость, — это, вероятно, и есть знак настоящего воспитания; изящество речи, не изменявшее ему, даже когда он бранился, и благородство манер свидетельствовали о том, что он не ровня своим подчинённым. Обладая безграничной храбростью, он, по слухам, боялся только вида собственной крови — она была густой и весьма необычного цвета. В одежде он старался подражать стилю, связанному с именем Карла II, — когда-то в начале своей бурной карьеры он услышал, что про него говорили, будто он странным образом похож на злосчастных Стюартов; а во рту держал мундштук собственного изобретения, в который вкладывались одновременно две сигары. (Перевод Н. Демуровой)Оригинальный текст (англ.)He lay at his ease in a rough chariot drawn and propelled by his men, and instead of a right hand he had the iron hook with which ever and anon he encouraged them to increase their pace. As dogs this terrible man treated and addressed them, and as dogs they obeyed him. In person he was cadaverous and blackavized, and his hair was dressed in long curls, which at a little distance looked like black candles, and gave a singularly threatening expression to his handsome countenance. His eyes were of the blue of the forget-me-not, and of a profound melancholy, save when he was plunging his hook into you, at which time two red spots appeared in them and lit them up horribly. In manner, something of the grand seigneur still clung to him, so that he even ripped you up with an air, and I have been told that he was a RACONTEUR of repute. He was never more sinister than when he was most polite, which is probably the truest test of breeding; and the elegance of his diction, even when he was swearing, no less than the distinction of his demeanour, showed him one of a different cast from his crew. A man of indomitable courage, it was said that the only thing he shied at was the sight of his own blood, which was thick and of an unusual colour. In dress he somewhat aped the attire associated with the name of Charles II, having heard it said in some earlier period of his career that he bore a strange resemblance to the ill-fated Stuarts; and in his mouth he had a holder of his own contrivance which enabled him to smoke two cigars at once.

«Весёлый Роджер» капитана Крюка

Хотя в тексте то и дело упоминается, что Крюк зол, жесток и мрачен, автор не обходит вниманием и такие качества капитана, как смелость, деятельный ум и способность к милосердию — правда, нереализованную. Капитан одинок и часто бывает подавлен (возможно, страдает депрессией), у него нет друзей. Одним из определяющих смыслов его жизни стало стремление сохранить «хорошую форму», не потерять лица (то есть быть воспитанным).
Биография Джеймса Крюка не очень подробна. Известно, что он родился в приличной семье и получил хорошее образование в Итоне. Стал капитаном корабля «Весёлый Роджер», прославился как пират. В одном из сражений с Питером Пэном потерял правую кисть, и с тех пор пользуется протезом в виде крюка. Так как отрубленную руку Джеймса Питер скормил Крокодилу, у Крюка развились некоторые фобии: он смертельно боится вечно следующей за ним рептилии, тикания часов, и вида собственной крови (густой, необычного жёлтого цвета). Капитан все время старался погубить Пэна (из мести за потерю руки, а также потому, что дерзость вечного мальчишки приводит Крюка в ужасный гнев), но безуспешно. В итоге проиграл схватку с Питером фактически, но выиграл её морально, заставив того показать «плохую форму»: Пэн пнул Капитана за борт, где его сожрал крокодил.
В продолжении сказки Крюк оказывается жив, но сильно изуродован кислотой из брюха крокодила и от яда, который сам изготовил, и с помощью которого он уничтожил свой зубастый кошмар, сделав из его шкуры сапоги. Бывший пират стал носить одежду из тряпок и шерсти, взял себе имя «Равелло» (англ. Ravello, от англ. raveling), и собрал собственный цирк с дикими зверями. Джеймс теперь никогда не спит, ест только яйца, и, завоевав доверие у Питера, который стал капитаном бывшего корабля пиратов, старается сделать из мальчишки маленькую копию себя. Когда в конце повести Крюк раскрывает себя, между ним и Пэном происходит дуэль, где бывшего капитана почти насмерть загрызает щенок, прилетевший с повзрослевшими Дарлингами и Потерянными мальчишками в Нетландию по просьбе Питера. Венди жалеет Крюка, накрывает его капитанским кафтаном, и целует перед сном. Выздоровевший пират просыпается с восстановившимся лицом, и клянётся вновь отомстить Питеру за всё зло, что тот ему причинил.

## Капитан Крюк вмультфильме Диснея
Образ пирата Крюка максимально упрощён. Утратив все положительные качества характера, в мультфильме пират проявляет непомерную трусость и истеричность.
В конце он остаётся в живых, но спасается бегством. В продолжении мультфильма Капитан Крюк снова противостоит Питеру Пэну. Там же выясняется, что крокодил, возможно, был убит пиратами Капитана, но самого Крюка теперь преследует гигантский осьминог, который хлюпает своими щупальцами и дёргает глазами в такт тиканью.

## Капитан Крюк в советском телефильме «Питер Пэн»
В фильме Леонида Нечаева роль Джеймса Крюка исполняет Александр Трофимов. Внешность Крюка достаточно близка к описанной в книге, хотя волосы капитан заплетает в косу, а не завивает. Упоминается, что Крюк, в отличие от всех членов своей шайки, родился не тринадцатого в пятницу, а в понедельник.
Сохранив харизматичность, Крюк Трофимова проявляет намного меньше положительных качеств, чем его книжный прототип. Мотивация Джеймса — не поддержание «хорошей формы», сохранение лица, а желание быть самым знаменитым и страшным. Он ненавидит мальчишек и Питера Пэна в основном за то, что они его не боятся, и считает, что даже если эта ненависть — проявление душевной болезни, лечиться от неё не стоит. Любопытно, что исторический поединок с Питером Пэном, после которого за Крюком стала охотиться крокодилица, у них произошёл в виде игры в шахматы на берегу моря, причём Крюк пытался жульничать, спрятав в воде фигуру противника, за что и поплатился рукой, которую откусил крокодил. В финальной битве с Питером он падает за борт случайно, промахнувшись.

## Капитан Крюк водноимённом фильме
В данном фильме-продолжении образ персонажа совмещает в себе характер из книги Барри (почти без изменений) и внешность из мультфильмов Диснея: Крюк в исполнении Дастина Хоффмана смуглый и темноглазый, одет в ярко-красный мундир по моде XVII века, а его протез находится на левой руке. Усы и брови закручены в форме крюков. Ещё одним отличием является то, что волос у Крюка здесь почти нет, и поэтому он носит парик, идентичный его волосам в молодости. Это может быть связано с тем, что когда Питер вырос, Крюк постарел и теперь был похож скорее на моложавого барона, нежели на пирата.
В фильме Крюк, очевидно, остался в живых после финальной встречи с Крокодилом, из которого потом было сделано чучело с часами в зубах. Но у него теперь появился новый страх — часы, их тиканье, связанный со старым страхом перед крокодилом, предупреждавший о своём прибытии тиканьем часов. Здесь Крюк предстаёт не столько взрослым, сколько стариком, боящимся своей старости, и поэтому злым и жестоким, всё так же мечтающим взять верх над Питером. По ходу фильма он начинает испытывать отцовские чувства к сыну Питера, Джеку Беннингу, и даже почти успешно переделывает его в своего воспитанника. В финальной схватке с Питером терпит поражение, но пытается предательски убить помиловавшего его Пэна. Потерпев неудачу, исчезает под свалившимся на него чучелом Крокодила. При этом слышна отрыжка, поэтому возможно, что чучело «съело» Крюка.

## Капитан Крюк в фильме П. Дж. Хогана «Питер Пэн»
Внешность Крюка в фильме наиболее приближена к описанию Барри. Его роль исполняет Джейсон Айзекс, также сыгравший мистера Дарлинга, сохранив тем самым традицию из пьесы. Однако характер, сохранивший основные черты оригинала, все же имеет значимые отличия. Джеймс Крюк в этом воплощении — персонаж скорее романтический; во всяком случае, проблема его — не сохранить лицо, «хорошую форму», а скорее чувства к Питеру Пэну, сложные и болезненные настолько, что у Крюка остаётся лишь одно стремление — уничтожить измучившего его мальчишку. Крюк Айзекса вообще более чувствителен и менее замкнут, чем книжный образ, он даже какое-то время вызывает симпатию у Венди, которую он пытается сделать членом своей команды, дав ей прозвище «Кровавая Мери» (в оригинале — Краснорукая Джилл (англ. Red-Handed Jill)). Финальное противостояние с Питером Пэном заканчивается тем, что Крюк признаёт своё поражение, старость, после чего падает прямо в пасть крокодилу.

## Капитан Крюк в сериале «Однажды в сказке»
В этом сериале внешность и история Крюка почти не совпадают с книжными. Его роль исполняет Колин О’Донохью, он впервые появляется во втором сезоне и сразу становится одним из главных персонажей. В сериале его настоящее имя — Киллиан Джонс, и он родом из нашего мира.
Молодой Киллиан был лейтенантом королевского военно-морского флота и служил под руководством своего брата, капитана Лиама Джонса. Мировоззрение Киллиана, преданного своему королевству, пошатнулось после экспедиции в Неверленд, во время которой его брат погиб. Пиратом он стал в результате смерти брата и винил в этом короля. У него был роман с женой Румпельштильцхена, Милой, которая ради него сбежала от мужа и сына Белфайра, инсценировав смерть. Когда Белфайр исчез в неизвестность, Румпельштильцхен (уже ставший Тёмным магом) узнал правду о жене и убил её. В поединке с Джонсом он отрубил ему левую руку, и Киллиан попытался отомстить, убив Румпельштильцхена железным крюком, но тот оказался неуязвим. После этого Джонс превратил тот крюк в протез и взял себе имя «Капитан Крюк». Вместе со своей командой уплывает в Нетландию, чтобы там придумать достойную месть Румпельштильцхену. Там он познакомился с Потерянными мальчишками, но Питера Пэна не встречал.
Через некоторое время в Нетландию попадает Бэлфайр, занесённый туда из Лондона тенью Питера Пэна. Крюк берёт его под опеку и привязывается к нему, но в итоге Бэй узнаёт правду. Капитан признаётся, что они с Милой хотели забрать его к себе, когда он подрастёт, но Бэй отказывается и уходит. По возвращении на родину в Зачарованный лес, после неудачной попытки убийства Белль, он был вскоре нанят королевой Реджиной (мачехой Белоснежки), чтобы попасть в Страну Чудес и убить Кору — мать Реджины, которая стала Королевой Червей. Однако Кора разоблачила Крюка и заключила с ним сделку: он возьмёт её с собой живой, чтобы она узнала причины для своей смерти. Реджина, глядя на якобы мёртвую мать, признаётся ей, что сделала это потому, что любит мать, а любовь — это слабость (так её учила сама Кора). Поняв, что дочь скоро активирует своё проклятие, колдунья создаёт в части Зачарованного леса силовое поле, которое не даст проклятию затронуть эту часть леса; тем не менее им приходится ждать 28 лет, пока время остаётся замороженным. Когда проклятие разрушается, Крюк и Кора попадают в Сторибрук. Однако он разрывается между двумя сторонами, так как его волнует лишь месть Румпельштильцхену. В итоге он благодаря Эмме Свон, главной героине сериала, и её сыну Генри (отец которого — Бэлфайр) меняется изнутри и отказывается от мести, решив помочь героям в спасении Генри и битве с Питером Пэном. После смерти Милы Киллиан считал, что уже не сможет когда-либо полюбить, но влюбляется в Эмму, и та отвечает ему взаимностью.
Хотя в сериале Крюк потерял руку не так, как в книге, оригинальная история обыграна тем фактом, что Крюк считает Румпельштильцхена похожим на крокодила из-за того, что после превращения в колдуна его лицо стало золотистым и чешуйчатым.

## Капитан Крюк в фильме «Пэн: Путешествие в Нетландию»
В этом фильме Крюк в исполнении Гаррета Хедлунда представлен молодым и одним из главных героев. Здесь его личность и биография полностью изменена: он представлен как лидер рабов-шахтёров и союзник Питера Пэна, вместе с ним противостоящий тираническому пирату по имени Чёрная борода, в шахте которого он работал. Также он испытывал симпатию к Тигровой Лилии. В конце становится капитаном пиратов, набранных из бывших шахтёров.

## Капитан Крюк в мультсериале Дисней «Джейк и пираты Нетландии»
В этом детском мультсериале образ Капитана очень упрощён и адаптирован для младшей аудитории; из негативных качеств у него сохранились только жадность и эгоизм. Он не проявляет желания убить своих противников, большинство серий построено вокруг похищения Крюком различных «сокровищ», подчас даже не имеющих большой ценности (например мячи или головоломки). Кроме того, по неизвестным причинам, из всей его команды на «Весёлом Роджере» остались только старший помощник Мистер Сми и двое пиратов-музыкантов по имени Шарки и Бонс.

## Имя персонажа в биологии
В Монтане (США) в отложениях позднего мелового периода (66 млн лет назад) формации Хелл-Крик обнаружен динозавр из семейства альваресзаврид, получивший за форму когтей передних лап название Trierarchuncus prairiensis. Родовое название состоит из слов «trierarch» — гр. «капитан морского судна», и «uncus», что с латыни переводится как «крюк». Название динозавра выбрано именно в честь данного литературного персонажа.